# Janet Waldo
Janet Waldo (4 de febrero de 1919-12 de junio de 2016) fue una actriz estadounidense, prolífica en voz sobre papeles con una carrera que abarco en radio, televisión, animación y películas de acción en vivo. Fue conocida en la animación por interpretar a personajes de Hanna-Barbera como: Lucero Sónico (Judy Jetson) en Los Supersónicos, Nancy en Shazzan, Penélope Glamour en Los autos locos, Josie McCoy en Josie y las Gatimelódicas, etcétera. Ella era igualmente famosa en la radio por Corliss Archer, un papel con el cual ella fue identificada como tal que fue atraída a la adaptación del cómic.

## Filmografía

### Radio
| Fecha de emisión original         | Programa                            | Personaje                         | Episodio                                    |
| --------------------------------- | ----------------------------------- | --------------------------------- | ------------------------------------------- |
| 1941                              | Big Town                            | Varios                            |                                             |
| 1941–43                           | The Lux Radio Theatre               | Varios                            | Múltiples adaptaciones radiofónicas         |
| 1941–45                           | One Man's Family                    | Irene Franklin                    |                                             |
| 1942, 1946                        | Dr. Christian                       | Enfermera Judy Price              | 2 episodios                                 |
| March 3, 1943 31 de marzo de 1943 | Mayor of the Town                   | Voces adicionales                 |                                             |
| 1943                              | The Charlotte Greenwood Show        | Barbara Barton                    |                                             |
| 1943–45                           | Cavalcade of America                | Voces adicionales                 |                                             |
| 29 de junio de 1944               | The Dinah Shore Program             | Varios                            |                                             |
| 1944                              | The Gallant Heart                   | Jennifer Lake                     | Habitual de la serie                        |
| 1944–45                           | Lady Of The Press – Sandra Martin   | Sandra Martin                     | Habitual de la serie                        |
| 1944–54                           | The Adventures of Ozzie and Harriet | Emmy Lou                          | Habitual de la serie                        |
| 1945                              | Major Bowes' Shower Of Stars        | Janet                             |                                             |
| 1945–47                           | The Eddie Bracken Show              | Novia de Eddie                    | Habitual de la serie                        |
| 1945–52                           | People are Funny                    | Raleigh, vendedora de cigarrillos | Habitual de la serie                        |
| 1946                              | Request Performance                 | Janet                             | "Abbott/Costello"                           |
| 1946–48                           | Favorite Story                      | Varios                            |                                             |
| 1946–56                           | Meet Corliss Archer                 | Corliss Archer                    | Habitual de la serie                        |
| 1947                              | The Fabulous Dr. Tweedy             | Mary Potts                        | Habitual de la serie                        |
| 1947                              | The Camel Screen Guild Theatre      | Chica                             | Episodio "The Secret Heart"                 |
| 1947                              | The Great Gildersleeves             | Joanne Piper                      | 8 episodios                                 |
| 1948                              | The Mel Torme Show                  | Novia de Mel                      | Habitual de la serie                        |
| 1948                              | Family Theatre                      | Varios                            | 2 episodios                                 |
| 1949                              | Screen Directors Playhouse          | Katie and Peggy Stephenson        | "The Exile" y "The Best Years Of Our Lives" |
| 1949                              | Errand Of Mercy                     | Chica                             | "Help For A Fighter"                        |
| 1949                              | Philco Radio Time                   | Cita de Dennis Day                |                                             |
| 1949                              | Four Star Playhouse                 | Varios personajes                 | "Corey"                                     |
| 1949–50                           | Young Love                          | Janet Shaw-Lewis                  | Habitual de la serie                        |
| 1950                              | The Halls of Ivy                    | Voces adicionales                 |                                             |
| 1951                              | My Favorite Husband                 | Chica                             |                                             |
| 1951–53                           | The Railroad Hour                   | Varios                            |                                             |
| 1954                              | Stars Over Hollywood                | Mujer hermosa                     | "Miss Nettie"                               |
| 1958–64                           | Heartbeat Theatre                   | Varios                            | Múltiples personajes                        |
| 1961                              | Whispering Streets                  | Narradora                         |                                             |
| 1973                              | The Hollywood Radio Theater         | Varios                            | Múltiples episodios                         |
| 1975                              | CBS Radio Mystery Theater           | Various                           | Múltiples episodios                         |
| 1979                              | Alien Worlds                        | Varios                            | "The Keeper Of Eight"                       |
| 1979–80                           | Sears Radio Theater                 | Varios                            | Múltiples episodios                         |
| 1992–2012                         | Adventures in Odyssey               | Joanne Allen, Maureen Hodges      |                                             |

### Películas
| Año  | Título                           | Personaje                                  | Notas                     |
| ---- | -------------------------------- | ------------------------------------------ | ------------------------- |
| 1938 | Cocoanut Grove                   | Chica                                      | No acreditada             |
| 1938 | Hunted Man                       | Secundaria                                 | No acreditada             |
| 1938 | Sing You Sinners                 | Secundaria                                 | No acreditada             |
| 1938 | The Arkansas Traveler            | Pueblerina                                 | No acreditada             |
| 1938 | Tom Sawyer, Detective            | Ruth Phelps                                |                           |
| 1938 | Zaza                             | Simone                                     |                           |
| 1939 | Disbarred                        | Secundaria                                 | No acreditada             |
| 1939 | Paris Honeymoon                  | Pueblerina                                 | No acreditada             |
| 1939 | Person in Hiding                 | Ruth Waldron                               |                           |
| 1939 | Cafe Society                     | Chica                                      | No acreditada             |
| 1939 | I'm from Missouri                | Chica del guardarropa                      | No acreditada             |
| 1939 | Unmarried                        | Secretaria                                 | No acreditada             |
| 1939 | Undercover Doctor                | Dama de honor                              | No acreditada             |
| 1939 | The Gracie Allen Murder Case     | Vendedora de cigarrillos                   | No acreditada             |
| 1939 | Grand Jury Secrets               | Chica del guardarropa                      | No acreditada             |
| 1939 | The Star Maker                   | Stella                                     |                           |
| 1939 | Honeymoon in Bali                | Fortune Girl's Companion                   | No acreditada             |
| 1939 | What a Life                      | Gwen                                       |                           |
| 1939 | All Women Have Secrets           | Doris                                      |                           |
| 1939 | Our Neighbours – The Carters     | Recepcionista                              | No acreditada             |
| 1940 | Parole Fixer                     | Telefonista                                | No acreditada             |
| 1940 | The Farmer's Daughter            | Telefonista                                | No acreditada             |
| 1940 | Adventure in Diamonds            | Telefonista                                | No acreditada             |
| 1940 | If I Had My Way                  | Miss Courtney                              | No acreditada             |
| 1940 | Waterloo Bridge                  | Elsa                                       |                           |
| 1940 | The Way Of All Flesh             | Chica del guardarropa                      | No acreditada             |
| 1940 | One Man's Law                    | Joyce Logan                                |                           |
| 1940 | Those Were the Days!             | Miss Willowboughy                          | No acreditada             |
| 1940 | Rhythm on the River              | Recepcionista de Westlake                  | No acreditada             |
| 1941 | So Ends Our Night                | Jacqueline                                 | No acreditada             |
| 1941 | Silver Stallion                  | Janice Walton                              |                           |
| 1941 | The Bandit Trail                 | Ellen Grant                                |                           |
| 1942 | Land of the Open Range           | Mary Cook                                  |                           |
| 1966 | The Man Called Flintstone        | Roberta Enfermera #2 Enfermera #3          | Largometraje de animación |
| 1972 | A Christmas Story                | Voces adicionales                          | Telefilm                  |
| 1978 | Fantastic Planet                 | Voces adicionales                          | Doblaje al inglés         |
| 1982 | Heidi's Song                     | Tinette                                    | Animación                 |
| 1987 | The Jetsons Meet the Flintstones | Judy Jetson Ordenador femenino de Cogswell | Animación                 |
| 1987 | Alice Through the Looking Glass  | Alice                                      | Animación                 |
| 1990 | The Jetsons: The Movie           | Secretaria robot                           | Animación                 |
| 1993 | Once Upon a Forest               | Mamá de Edgar                              | Animación                 |
| 1994 | The Return of Jafar              | Madre campesina                            | Animación                 |

### Televisión
| Año     | Título                                                                          | Personaje                                                       | Notas                                                  |
| ------- | ------------------------------------------------------------------------------- | --------------------------------------------------------------- | ------------------------------------------------------ |
| 1952    | I Love Lucy                                                                     | Peggy Dawson                                                    | "The Young Fans"                                       |
| 1953–65 | The Adventures of Ozzie and Harriet                                             | Janet                                                           | Habitual de la serie                                   |
| 1955    | The Phil Silvers Show                                                           | Hazel                                                           | "The Eating Contest" (no acreditada)                   |
| 1962    | Saints and Sinners                                                              | Marion Simmons                                                  | "Daddy's Girl"                                         |
| 1962–63 | The Jetsons                                                                     | Judy Jetson                                                     | Habitual de la serie                                   |
| 1962–66 | The Flintstones                                                                 | Pearl Slaghoople Pebbles Flintstone de adulta Voces adicionales |                                                        |
| 1963    | The Lucy Show                                                                   | Marge                                                           | "Lucy's Sister Pays a Visit"                           |
| 1963    | The Andy Griffith Show                                                          | Amanda                                                          | "A Wife For Andy"                                      |
| 1964    | The Magilla Gorilla Show                                                        | Hunnybun                                                        | Punkin' Puss and Mushmouse segment "Courtin' Disaster" |
| 1964    | Jonny Quest                                                                     | Airport P.A. Stewardess                                         | "The Riddle of the Gold"                               |
| 1964    | Peter Potamus                                                                   | La esposa del coronel Girl Bruin                                | Breezly and Sneezly segment "Mass Masquerade"          |
| 1964–65 | Valentine's Day                                                                 | Libby Freeman                                                   | Habitual de la serie                                   |
| 1965    | Please Don't Eat the Daisies                                                    | Miss Reece                                                      | "It's Lad by a Nose"                                   |
| 1965    | The Secret Squirrel Show                                                        | Voces adicionales                                               |                                                        |
| 1965    | The Hillbilly Bears                                                             | Goldilocks                                                      | "Goldilocks and the Four Bears"                        |
| 1966    | Get Smart                                                                       | Telefonista                                                     | "All in the Mind"                                      |
| 1966    | The F.B.I.                                                                      | Arlene Morgan                                                   | "The Baby Sitter"                                      |
| 1966    | Petticoat Junction                                                              | Violet Bentley                                                  | "Young Love"                                           |
| 1966    | Alice in Wonderland (or What's a Nice Kid Like You Doing in a Place Like This?) | Alice                                                           | Telefilm                                               |
| 1966    | Laurel and Hardy                                                                | Voces adicionales                                               |                                                        |
| 1966–67 | The Space Kidettes                                                              | Jenny                                                           | Habitual de la serie                                   |
| 1966–68 | The Adventures of Superboy                                                      | Lana Lang                                                       | Habitual de la serie                                   |
| 1967    | The Fantastic Four                                                              | Princesa Pearla                                                 | "The Micro World of Dr. Doom"                          |
| 1967    | Abbott & Costello Cartoon                                                       | Voces adicionales                                               |                                                        |
| 1967    | Space Ghost and Dino Boy                                                        | Nancy                                                           | "The Final Encounter"                                  |
| 1967    | Jack and the Beanstalk                                                          | Princesa Serena                                                 | Telefilm                                               |
| 1967–68 | The Atom Ant/Secret Squirrel Show                                               | Granny Sweet                                                    | Precious Pupp segment                                  |
| 1967–69 | Shazzan                                                                         | Nancy                                                           | Habitual de la serie                                   |
| 1968    | The New Adventures of Huckleberry Finn                                          | Docella ungida para el sacrificio                               | 2 episodios                                            |
| 1968    | Sally Sargent                                                                   | Sally Sargent                                                   | Cortometraje                                           |
| 1968–70 | Wacky Races                                                                     | Penelope Pitstop                                                | Series Regular                                         |
| 1969–71 | The Perils of Penelope Pitstop                                                  | Penelope Pitstop                                                | Habitual de la serie                                   |
| 1969–71 | Cattanooga Cats                                                                 | Jenny Trent                                                     |                                                        |
| 1970    | Julia                                                                           | Mrs. Appleton                                                   | "Call Me by My Rightful Number"                        |
| 1970–71 | Josie and the Pussycats                                                         | Josie McCoy                                                     | Habitaul de la serie                                   |
| 1971    | Help! It's The Hair Bear Bunch!                                                 | Pipsqueak The Mouse Woman                                       | "Love Bug Bungle"                                      |
| 1971    | Funky Phantom                                                                   | Lori Elwood                                                     |                                                        |
| 1972    | The Amazing Chan and the Chan Clan                                              | Voces adicionales                                               |                                                        |
| 1972    | Josie and the Pussycats in Outer Space                                          | Josie McCoy                                                     | Habitual de la serie                                   |
| 1972–73 | Around the World in 80 Days                                                     | Belinda Maze                                                    | Series Regular                                         |
| 1973    | The New Scooby Doo Movies                                                       | Abuela Addams/Josie McCoy                                       | "Wednesday is Missing" y "The Haunted Showboat"        |
| 1973    | Speed Buggy                                                                     | Voces adicionales                                               |                                                        |
| 1973    | The Addams Family                                                               | Morticia Addams Abuela                                          | Habitual de la serie                                   |
| 1973–74 | Inch High, Private Eye                                                          | Voces adicionales                                               |                                                        |
| 1973–75 | Jeannie                                                                         | Mrs. Anders                                                     | Habitual de la serie                                   |
| 1974    | Hong Kong Phooey                                                                | La esposa del alcalde                                           | "Patty Cake, Patty Cake, Bakery Man"                   |
| 1975    | The Tiny Tree                                                                   | Niña Lady Bird                                                  | Cortometraje                                           |
| 1976    | Jabberjaw                                                                       | La reina de Atlantis                                            | "Atlantis, Get Lost"                                   |
| 1976–78 | The Scooby-Doo Show                                                             | Lisa Vanhoff Beth Crane Melissa Wilcox Scooby Dee               | 4 episodios                                            |
| 1977    | CB Bears                                                                        | Voces adicionales                                               |                                                        |
| 1978–85 | Battle of the Planets                                                           | Princesa Susan Mala                                             | Habitual de la serie                                   |
| 1979    | Gulliver's Travels                                                              | Voces adaicionales                                              | Telefilm                                               |
| 1979    | The New Fred and Barney Show                                                    | Voces adicionales                                               |                                                        |
| 1979    | The Super Globetrotters                                                         | Voces adicionales                                               |                                                        |
| 1979–80 | Scooby-Doo and Scrappy-Doo                                                      | Voces adicionales                                               |                                                        |
| 1980    | Yogi's First Christmas                                                          | Cindy Bear                                                      | Telefilm                                               |
| 1980    | The Trouble with Miss Switch                                                    | Miss Switch                                                     | Episodio ABC Weekend Special                           |
| 1980–83 | The All-New Popeye Hour                                                         | Voces adicionales                                               |                                                        |
| 1981    | Thundarr the Barbarian                                                          | Circe                                                           | "Island of the Body Snatchers"                         |
| 1981    | Spider-Man and His Amazing Friends                                              | Shanna the She-Devil Zerona Additional voices                   | 3 episodios                                            |
| 1981    | Unico                                                                           | West Wind                                                       | Doblaje al inglés                                      |
| 1981    | Daniel Boone                                                                    | Additional voices                                               | Telefilm                                               |
| 1981–89 | The Smurfs                                                                      | Hogatha                                                         |                                                        |
| 1982    | Yogi Bear's All Star Comedy Christmas Caper                                     | Murray's Wife Lady on the Street Bus Deport PA voice            | Telefilm                                               |
| 1982    | The Adventures of the Little Prince                                             | Danya Rose Girl                                                 | 1982 Doblaje al inglés                                 |
| 1983    | Puppy's Further Adventures                                                      | Madre de Tommy                                                  |                                                        |
| 1983    | Alvin and the Chipmunks                                                         | Stella                                                          |                                                        |
| 1983    | Unico Maho No Shima                                                             | West Wind                                                       | Doblaje al inglés                                      |
| 1983    | Beauty and The Beast                                                            | Beauty Jacqueline Queen Additional voices                       | Telefilm                                               |
| 1983    | The New Scooby and Scrappy-Doo Show                                             | Voces adicionales                                               |                                                        |
| 1983–84 | The Dukes                                                                       | Voces adicionales                                               |                                                        |
| 1983–84 | Rubik, the Amazing Cube                                                         | Additional voices                                               |                                                        |
| 1983–86 | Mr. T                                                                           | Additional voices                                               |                                                        |
| 1984    | Yogi's Treasure Hunt                                                            | Cindy Bear Little Red Ridding Hood Witch Gretel                 | 2 episodios                                            |
| 1985–87 | The Jetsons                                                                     | Judy Jetson Additional voices                                   | Series Regular                                         |
| 1988    | Rockin' with Judy Jetson                                                        | Judy Jetson                                                     | Título alternativo: "Judy Jetson and the Rockers"      |
| 1989    | Dink, the Little Dinosaur                                                       | Mujer dinosaurio                                                |                                                        |
| 1990–94 | Tom and Jerry Kids                                                              | Additional voices                                               |                                                        |
| 1993    | I Yabba-Dabba Do!                                                               | Pearl Slaghoople Additional voices                              | Telefilm                                               |
| 1993    | Hollyrock-a-Bye Baby                                                            | Pearl Slaghoople                                                | Teleilm                                                |
| 1993–94 | Droopy, Master Detective                                                        | Additional voices                                               |                                                        |
| 1998    | King of the Hill                                                                | Mrs. Tobbis                                                     | "Pretty, Pretty Dresses"                               |